# Centrale nucléaire de Satsop
La centrale nucléaire de Satsop est une centrale nucléaire américaine dans le comté de Grays Harbor, dans l'État de Washington. Construite à compter de mai 1977, elle n'est jamais entrée en service.